# Kobern-Gondorf
Pour les articles homonymes, voir Gondorf (homonymie).
Kobern-Gondorf est une municipalité groupant deux villages du Verbandsgemeinde Untermosel, dans l'arrondissement de Mayen-Coblence, en Rhénanie-Palatinat, dans l'ouest de l'Allemagne. Située sur la rive gauche de la Moselle, à proximité de l'autoroute 61.

## Histoire
Le site de Gondorf revêt une grande importance pour la connaissance des temps mérovingiens, en raison des fouilles archéologiques menées depuis le milieu du XIXe siècle. « […] Sa célébrité tient aux tombes du Bas-Empire et de l’époque mérovingienne, dont la richesse et l'étendue se distinguent nettement des autres nécropoles de la vallée du Rhin et de la Moselle […]. » L’archéologie révèle qu'au VIe siècle, l'endroit était habité par de riches familles romaines. Il pourrait bien s’agir du « chef-lieu vénérable » (antiquum nobilitate caput) que Venance Fortunat nomme Contrua, à l’embouchure de la Moselle, dans son récit de voyage entre Trèves et Andernach (de navigo suo). Autre témoignage de l’importance de Gondorf au début du haut moyen âge : les monnaies du VIIe siècle, frappées par les orfèvres francs Augemund et  Geroald, portant la marque contrua castro.
Les armoiries du village portent l’aigle des seigneurs de Coverstein (dont le nom apparaît tantôt comme Coberstein, tantôt comme Copenstein ou Copperstein), et témoignent de l’origine mosellane de cette lignée, dont le fief serait Kobern (Coverna en latin), non loin de l’embouchure de la Moselle, tenue par deux châteaux forts (l’Oberburg et l’Unterburg). La lignée masculine s’est éteinte vers 1100 avec Reimbold von Cobern. Sa fille a épousé Gerlach IV d’Isembourg, fondateur de la branche des barons d’Isembourg-Cobern. Ces barons ont fait édifier la célèbre chapelle Saint-Mathieu de l’Oberburg ; leur lignée s'éteint avec Robin d’Isembourg-Cobern au XIVe siècle et le fief de Kobern est annexé par l’Électorat de Trèves.
Avec leurs quatre châteaux forts, Kobern et Gondorf offrent ainsi d’importants exemples de fortification médiévale du bassin rhénan. Le tracé des rues du village de Kobern, qui était probablement fortifié, donne une idée précise de l’ordonnance d’un château au Moyen Âge : encore au début du XIXe siècle, on pouvait y voir les ruines des anciennes portes. 

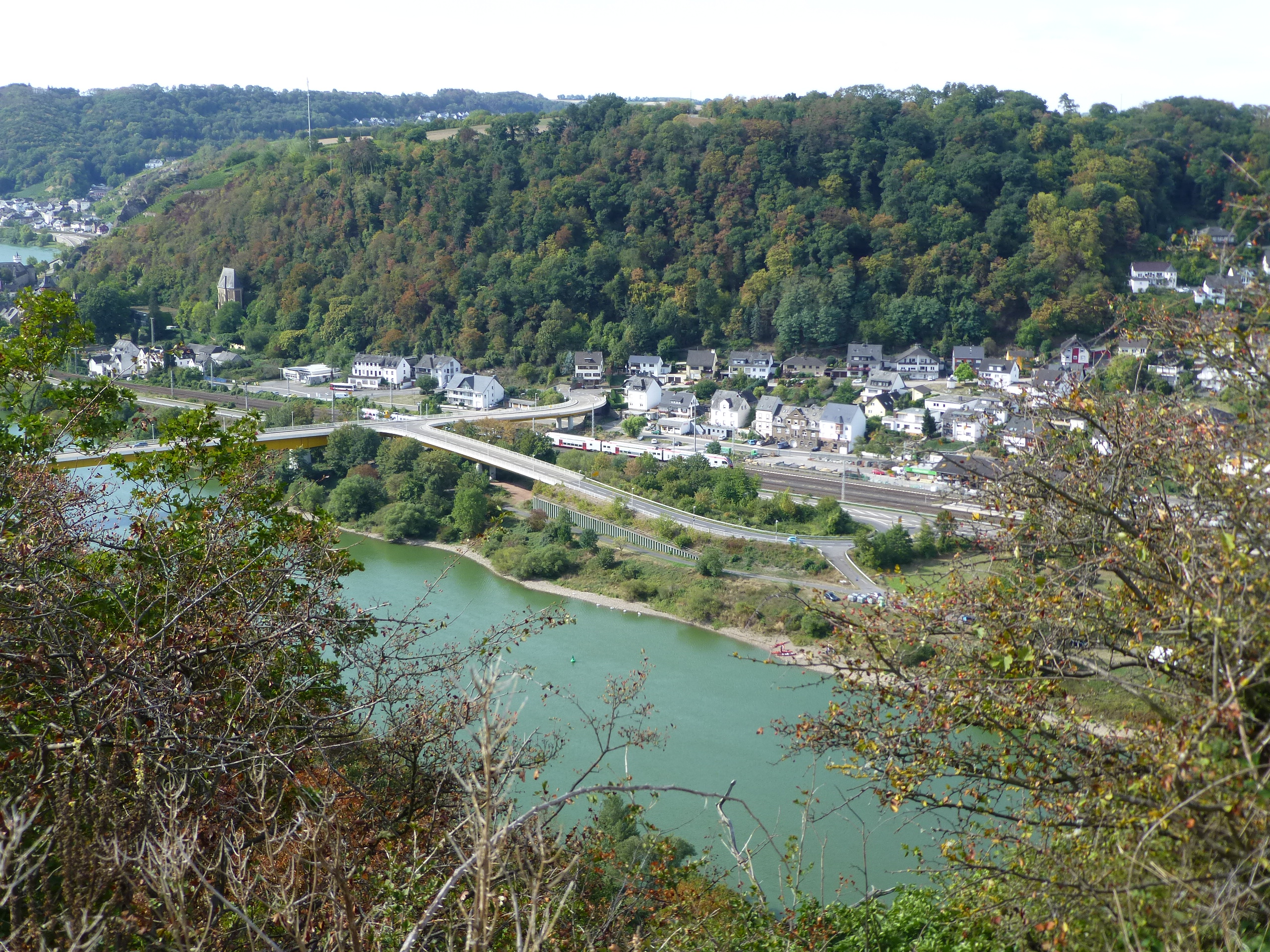
Le pont sur la Moselle à Gondorf.
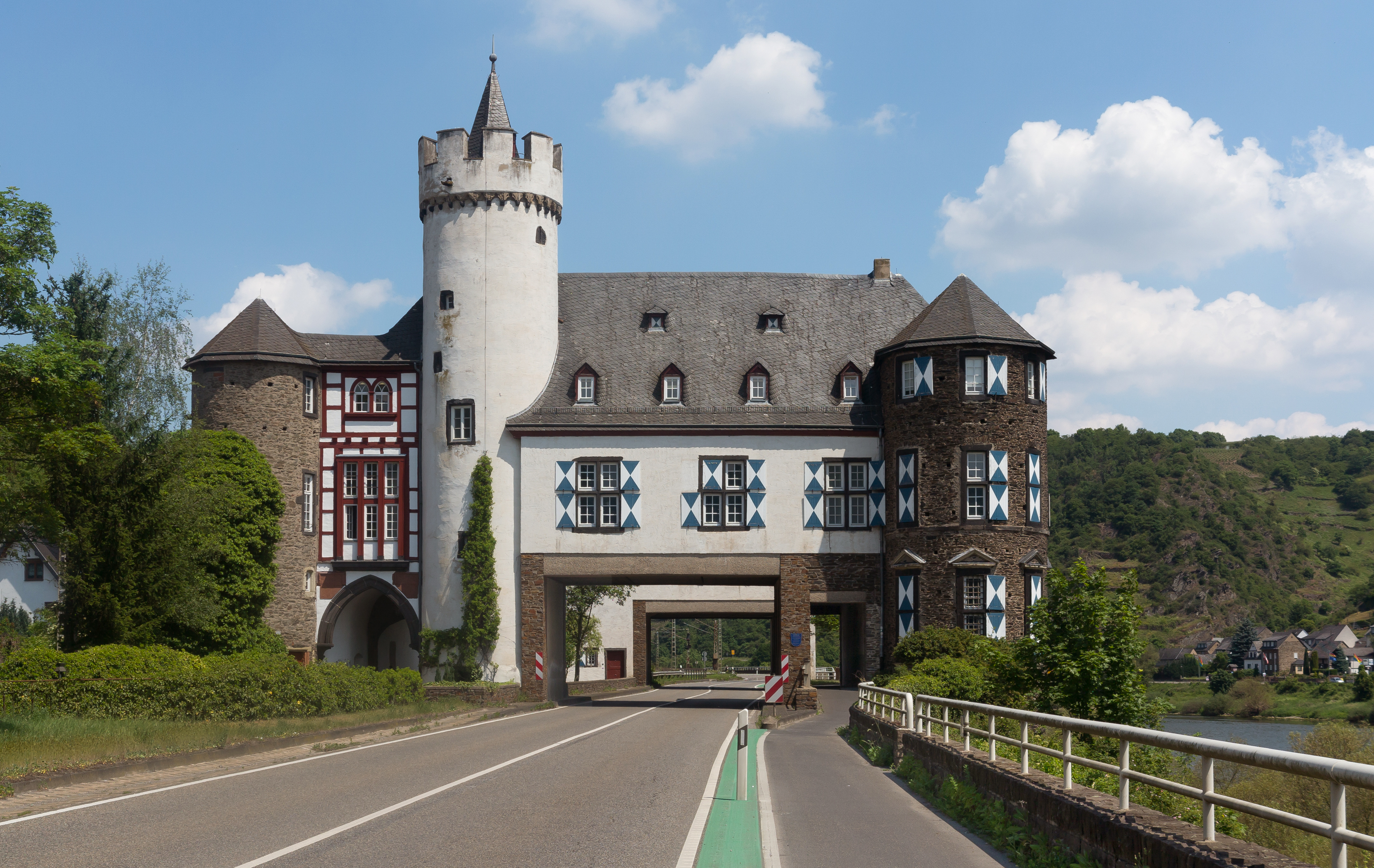
Gondorf, le château fort (Oberburg).

## Population
Évolution de la population 

3 081 (31 décembre 1975)
3 206 (2010)
3 090 (31 décembre 2017)
3 119 (30 septembre 2019)
3 117 (31 décembre 2021)
3 153 (31 décembre 2022)
3 185 (31 décembre 2023)